# دم‌پارویی میندانائو
دم‌پارویی میندانائو(نام علمی: Prioniturus waterstradti) نام یک گونه از سرده دم‌پارویی است.